# Horta Oest
La Horta Oest (in castigliano: Huerta Oeste) è una delle 34 comarche della Comunità Valenciana, con una popolazione di 320 613 abitanti in maggioranza di lingua valenciana; suo capoluogo è Torrent.
Amministrativamente fa parte della provincia di Valencia, che comprende 17 comarche.